# 長崎丸 (3代)
長崎丸（ながさきまる）は、長崎大学が所有し、長崎大学水産学部が運用していた練習船である。本項目では1986年に建造された3代目を取り扱う。

## 概要
長崎丸 (2代)の代船として、林兼造船で建造され1986年3月に竣工した。
学生の航海実習、漁業の実習、海洋観測実習の他に、他大学等との共同研究による海洋調査にも使用されている。
2018年3月、長崎丸 (4代)の就航により引退、その後、海洋エンジニアリングに売却され、改修を受け第二開洋丸となり、海洋調査船として運用される見込みである。

## 略歴
- 1952年(昭和27年)3月 初代竣工[8] 103総トン[6]
- 1964年(昭和39年)3月 2代目竣工[8] 562.98総トン[6]
- 1986年(昭和61年)3月 3代目竣工[8] 842総トン[6]

## 特徴
漁業実習は、トロール漁、延縄(はえなわ)漁、イカ釣り漁が可能。他大学との共同研究にも使用されている。有人潜水艇を装備していた。

## エピソード
2011年3月11日に発生した東日本大震災では、毛布、下着類、マスク、飲料水、かまぼこ、煮干しなどの救援物資や長崎県が派遣する職員を載せて行先未定のまま3月14日に三重式見港を出港し、福島第一原発沖を経て、3月18日に福島県の小名浜港、3月19日に岩手県の宮古港に救援物資を揚陸した。救援物資のうち、清水100トンは給水車が岸壁に来なかったので揚陸できなかった。小名浜港に最初に入港した救援物資輸送船であった。帰路は、卒業式に間に合うか際どかったという。